# Pérignat-lès-Sarliève
Pérignat-lès-Sarliève ist eine französische Gemeinde mit 2875 Einwohnern (Stand 1. Januar 2022) im Département Puy-de-Dôme in der Region Auvergne-Rhône-Alpes. Sie liegt ca. fünf Kilometer südlich von Clermont-Ferrand.
Der Ort war früher auch unter den Namen Perinhac, Peyrignac, Perinhat, Perrinat und Péringnat Petit bekannt. Letztere Bezeichnung soll es vom gleichnamigen Pérignat-ès-Allier auf dem anderen Ufer des Allier unterscheiden. Der Zusatz „-lès-Sarliève“ verweist auf einen unter Ludwig XIII. trockengelegten See (siehe unten).

## Geografie
Der mittelalterliche Dorfkern liegt am östlichen Abhang des Plateau de Gergovie. Rund um den Dorfkern, vor allem östlich in Richtung Autobahn sowie nach Süden erstrecken sich die neuen Wohnviertel.

## Bevölkerung
Die Einwohnerzahl nimmt seit den 1960er Jahren wieder beständig zu und liegt aktuell bei 2875 (Stand 1. Januar 2022). Das ehemalige Winzerdorf wandelt sich verstärkt zu einem Wohnort für Pendler in die nahe Großstadt Clermont-Ferrand, in der 80 % aller Erwerbstätigen Pérignats arbeiten. Als Gunstfaktoren sind die Anbindung an das städtische Linienbussystem der T2C und drei Autobahnauffahrten der A75 Clermont-Ferrand – Montpellier zu erwähnen.
| Jahr                       | 1962 | 1968 | 1975 | 1982 | 1990 | 1999 | 2007 | 2018 |
| Einwohner                  | 590  | 789  | 1277 | 1445 | 1716 | 2221 | 2730 | 2693 |
| Quellen: Cassini und INSEE |      |      |      |      |      |      |      |      |

## Geschichte
Geschichtliche Bedeutung erlangte Pérignat während der erfolglosen Belagerung von Gergovia im Laufe des Gallischen Krieges durch Julius Cäsar. Der Schauplatz der Schlacht ist unter Historikern umstritten. Gegen das Plateau de Gergovie spricht der von Cäsar nicht erwähnte, erst im Mittelalter trockengelegte, 400 ha große Lac de Sarliève.
Unter den mittelalterlichen Herrenfamilien sind auch die „Pérignat“ erwähnt.
Im Jahre 1790 erklärten Anhänger der Revolution die für eine vornehme Familie reservierte Kirchenbank im Rahmen der Abschaffung der Privilegien zum öffentlichen Gut. Einige Einwohner setzten sich jedoch über die Bestimmung hinweg und führten Mitglieder der Familie wieder zu ihrer angestammten Sitzbank.
Erst 1873 erlangte Pérignat seine endgültige kommunale Eigenständigkeit von Aubière.

## Wirtschaft
Der ehemalige Hauptwirtschaftszweig, der Weinanbau, wird heute noch auf 40 Hektar betrieben (Rebsorte: Gamay). Auf dem Gemeindegebiet sind noch einige „tonnes de vigne“ zu sehen, mehr oder weniger aufwendig gebaute Unterstände und Werkzeugschuppen der Weinbauern.

## Sehenswürdigkeiten
Neben der schönen Lage am Fuße des Plateau de Gergovie bietet Pérignat einen sehenswerten Platz mit dem Rathaus im ehemaligen Schloss und Kirche aus dem 12. Jahrhundert sowie angeschlossener Parkanlage.
Zahlreiche Keller zeugen noch von der Bedeutung des Weinanbaus in vergangenen Zeiten. Östlich der Autobahn liegt in der sogenannten Plaine de Sarliève auf dem Gemeindegebiet von Cournon-d’Auvergne die einem Vulkan nachempfundene Veranstaltungshalle Zénith d’Auvergne mit Ausstellungsgelände. In einem ehemaligen Zisterzienserkloster aus dem 16. Jahrhundert ist heute ein Hotel mit Restaurant untergebracht.

## Persönlichkeiten
Renaud Lavillenie, Stabhochspringer (Olympiasieger 2012 mit einem Sprung auf 5,97 Meter), lebt dort seit vielen Jahren. Am 15. Februar 2014 schlug er in Donezk unter den Augen des im Saal anwesenden Sergej Bubka den Hallenweltrekord mit einem Sprung auf 6,16 m im ersten Versuch.
Alphonse Maillot : ehemaliger Pastor der Reformierten Kirche Frankreichs (heute EPUdF), Autor zahlreicher Bücher vom Typ biblisches Kommentar oder Lebenszeugnis. Alphonse Maillot wurde 1920 in Paris-Ménilmontant geboren und war nur in zwei Pfarreien tätig : Lamastre in der Ardèche (1945–1955) und Clermont-Ferrand (1955–1976). Zu diesem pastoralen Dienst müssen noch sieben Jahre Wanderdienst hinzukommen.